# Biología
La biología (del griego βίος [bíos] «vida», y -λογία [-logía] «tratado», «estudio» o «ciencia») es la ciencia natural que estudia todo lo relacionado con la vida y lo orgánico, incluyendo los procesos, sistemas, funciones, mecanismos u otros caracteres biológicos subyacentes a los seres vivos en diversos campos especializados que abarcan su morfología, fisiología, filogénesis, desarrollo, evolución, distribución e interacciones en los niveles macroscópico y microscópico.
La biología se ocupa tanto de la descripción de las características y los comportamientos de los organismos individuales, como de las especies en su conjunto, así como de las relaciones entre los seres vivos y de las interacciones entre ellos y el entorno. De este modo, trata de estudiar la estructura y la dinámica funcional comunes a todos los seres vivos, con el fin de establecer las leyes generales que rigen la vida orgánica y los principios de ésta.
La escala de estudio va desde los subcomponentes biofísicos hasta los sistemas complejos, los cuales componen los niveles de la organización biológica. La biología moderna se divide en subdisciplinas según los tipos de organismos y la escala en que se los estudia. Por ejemplo, la biología molecular es el estudio de las biomoléculas fundamentales de la vida, mientras que la biología celular tiene como objeto el análisis de la célula, que es la unidad constitutiva básica de toda la vida. A niveles más elevados, la anatomía y la fisiología, por ejemplo, estudian la estructura y el funcionamiento interno de los organismos, respectivamente, mientras que la ecología se ocupa de los hábitats naturales y su relación con los seres vivos.
Los campos biológicos como la botánica, la zoología y la medicina surgieron desde los primeros momentos de la civilización, mientras que la microbiología emergió en el siglo XVII con la invención del microscopio. Sin embargo, no fue hasta el siglo XIX cuando la biología se unificó, una vez que se descubrieron coincidencias en todos los seres vivos y se estudiaron como un conjunto. Algunos desarrollos clave en la ciencia de la biología fueron la genética, la teoría de la evolución mediante selección natural, la teoría microbiana de la enfermedad y la aplicación de técnicas de física y química a nivel celular y molecular, que dieron lugar a la biofísica y bioquímica, respectivamente.
En su sentido moderno, la palabra «biología» parece haber sido introducida independientemente por Gottfried Reinhold Treviranus (Biologie oder Philosophie der lebenden Natur, 1802) y por Jean-Baptiste Lamarck (Hydrogéologie, 1802). Generalmente, se dice que el término fue acuñado en 1800 por Karl Friedrich Burdach, aunque se menciona en el título del tercer volumen de Philosophiae naturalis sive physicae dogmaticae: Geologia, biologia, phytologia generalis et dendrologia, de Michael Christoph Hanow y publicado en 1766.
Al científico que estudia la vida en general se le conoce como biólogo y pueden especializarse en cualquier rama de esta ciencia, aunque también pueden adquirir el apelativo de su especialidad, p. Ej: zoólogo, botánico, micólogo, microbiólogo, genetista, biólogo molecular, etc. No obstante, tradicionalmente se los suele clasificar en dos grandes subgrupos; los biólogos de laboratorio, quienes normalmente realizan trabajo de laboratorio; y los biólogos de campo, que generalmente se dedican al trabajo de campo, si bien ambos deben tener la formación adecuada y los conocimientos fundamentales de ambos ámbitos para poder desempeñar su profesión.

## Etimología
El origen de la palabra ‘biología’ se encuentra en el griego βίος [bíos] que hace acepción a «vida» y -λογία [-logía] que significa «tratado», «estudio» o «ciencia», por lo que se puede connotar como la «ciencia de la vida». 

## Historia de la biología

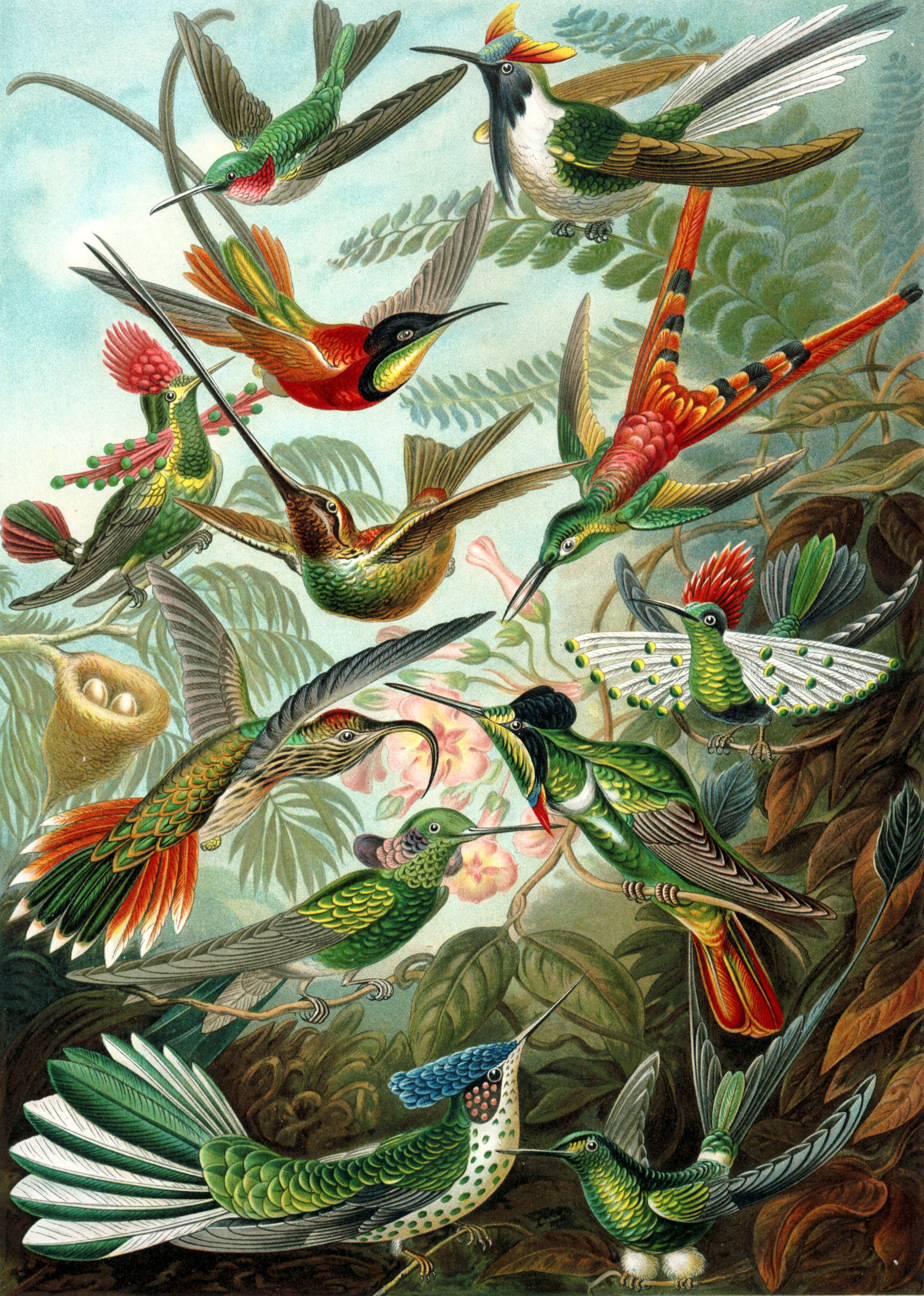
Lámina de colibríes en el Kunstformen der Natur (1899) de Ernst Haeckel.

La historia de la biología trata sobre el estudio del mundo vivo desde los tiempos antiguos hasta los modernos. Aunque el concepto de biología como campo coherente único floreció en el siglo XIX, las ciencias biológicas emergieron de las tradiciones de la medicina y la historia natural, llegando hasta la medicina egipcia antigua y los trabajos de Aristóteles y Galeno en el antiguo mundo grecorromano, que se desarrollaron más en la Edad Media con la medicina islámica y estudiosos como al-Jahiz, Avicena, Avenzoar, Ibn al-Baitar e Ibn Nafis. Durante el Renacimiento y al comienzo de la Edad Moderna, el pensamiento biológico se revolucionó en Europa por un interés renovado en el empirismo y el descubrimiento de muchos organismos nuevos. Prominentes en este movimiento lo eran Andrés Vesalio y William Harvey, que utilizaban la experimentación y la observación cuidadosa en medicina, y naturalistas como Carl Von Linneo y Georges-Louis Leclerc de Buffon, que empezaron a clasificar la diversidad de la vida y el registro fósil, así como el desarrollo y comportamiento de organismos. La microscopia reveló el previamente desconocido mundo de los microorganismos, sentando las bases para la teoría celular. La importancia creciente de la teología natural, parcialmente una respuesta al esplendor de la filosofía mecánica, alentó al crecimiento de la historia natural.
Entre los siglos siglo XVIII y XIX, las ciencias biológicas como la botánica y la zoología se convirtieron en disciplinas científicas profesionales en incremento. Lavoisier y otros científicos empezaron a conectar los mundos animado e inanimado mediante la física y la química. Los exploradores naturalistas como Alexander von Humboldt investigaron la interacción entre organismos y su entorno, y los caminos en los que esta relación depende de la geografía, poniendo los cimientos de la biogeografía, la ecología y la etología. Los naturalistas empezaron a rechazar el esencialismo al considerar la importancia de la extinción y la transmutación de las especies. La teoría celular proveyó una nueva perspectiva sobre las bases fundamentales de la vida. Estos desarrollos, así como los resultados de la embriología y paleontología, se sintetizaron en la teoría de la evolución por selección natural de Charles Darwin. A finales del siglo XIX se vio caer la teoría de la generación espontánea y el esplendor de la teoría microbiana de la enfermedad, aunque el mecanismo de herencia biológica permaneció un misterio.
A principios del siglo XX, el redescubrimiento del trabajo de Gregor Mendel condujo hacia el rápido desarrollo de la genética por Thomas Hunt Morgan y sus estudiantes, y hacia los años 1930 la combinación de la genética de poblaciones y la selección natural en la síntesis evolutiva moderna. Nuevas disciplinas se desarrollaron rápidamente, especialmente después de que James Watson y Francis Crick propusieran la estructura del ADN con base en los trabajos de Rosalind Franklin. Después del establecimiento del dogma central de la biología molecular y el desciframiento del código genético, la biología se dividió ampliamente entre biología de organismos -los campos que tratan a la totalidad de organismos y grupos de organismos- y los campos relacionados con la biología celular y molecular. Hacia finales del siglo XX, nuevos campos como la genómica y la proteómica estaban dando la vuelta a esta tendencia, con biólogos de organismos utilizando técnicas moleculares, y biólogos celulares y moleculares investigando la interacción entre los genes y el ambiente, así como la genética de poblaciones naturales de organismos.

## Organismos vivos

Cámara rápida del crecimiento de plantas de albahaca. Para ser considerados como vivos, los organismos deben cumplir con las principales características de los seres vivos, entre los que se encuentran su adaptación al medio y la nutrición, además de poseer un ciclo biológico de vida constituido por distintas etapas que comprenden desde su nacimiento, pasando por su crecimiento y reproducción hasta su muerte.

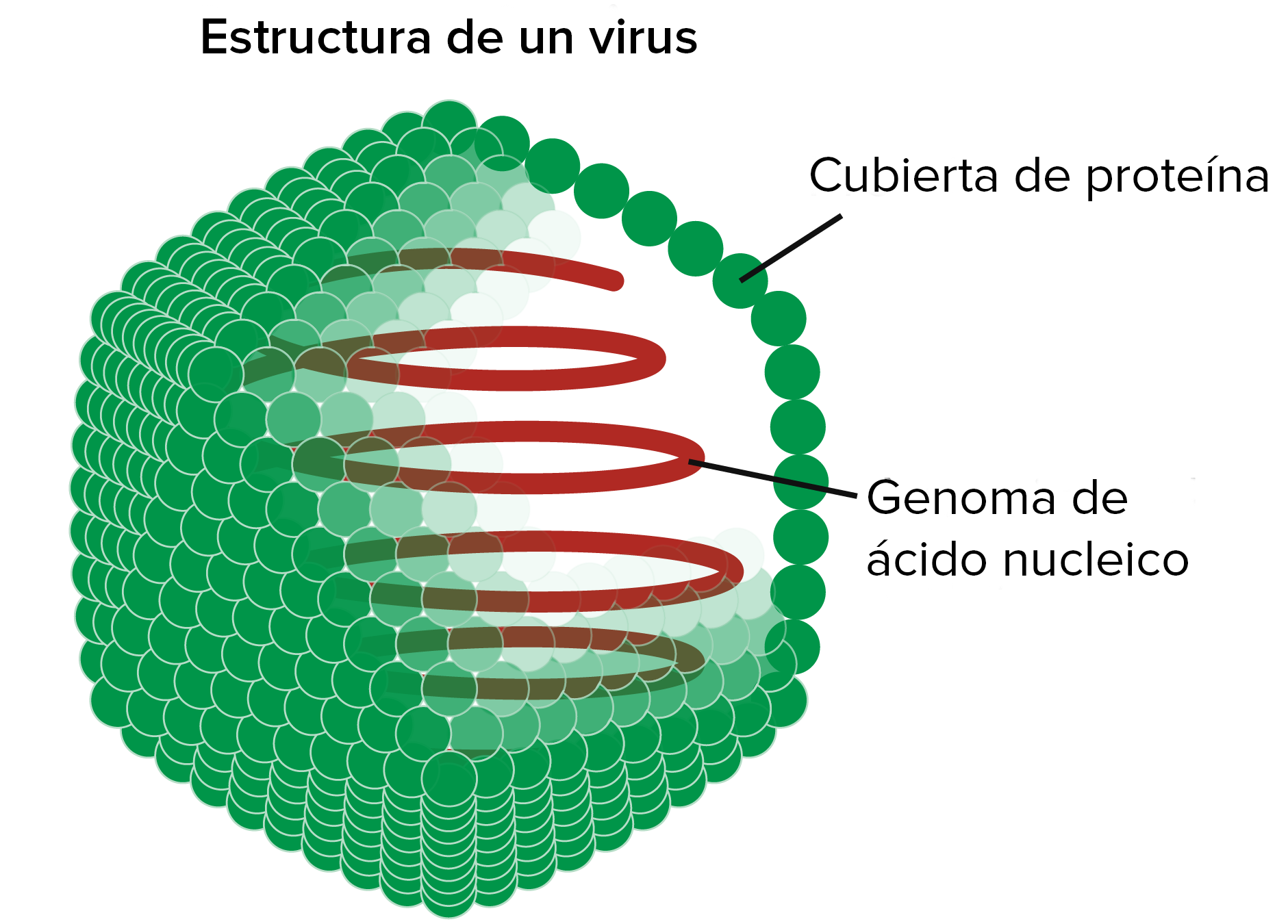
Los virus se consideran como un tipo de organismo en debate, esto debido a que cuentan con diversos de los criterios para considerarlo como un ser vivo, pero generalmente se cavila, hasta la fecha, que no lo son, esto debido a sus cualidades particulares, como falta de datos de su homeostasis, su incapacidad de reproducirse sin un hospedero o la falta de una estructura celular.

Los organismos se definen como el conjunto de entidades que manifiestan vida, sin embargo hasta la actualidad no se ha podido definir ni delimitar a los seres vivos con precisión, por lo que se han desarrollado listas con características en común entre ellos, llamadas propiedades de la vida, la cual define que para considerar una entidad como un ser vivo debe de cumplir con las siguientes cualidades; una estructura organizada, metabolismo, homeostasis, crecimiento, reproducción, irritabilidad y evolución; no obstante la lista discrepa dependiendo del autor, por lo que otras listas incluyen; movimiento, adaptación, ADN, carbono, entre otras, como propiedades definitorias que debe tener un ser vivo, o incluso otras listas eliminan características como la reproducción, puesto que no es una propiedad obligatoria de los seres vivos.
El registro más antiguo que se tiene de un organismo vivo es de 3 800 millones de años, cuatrocientos millones de años antes de lo que se conocía anteriormente, de acuerdo a un estudio de 1996 de la Universidad de California en los Ángeles (UCLA).

### Niveles de organización
Un organismo vivo es el resultado de los procesos bioquímicos que se dan gracias a la organización compleja de la materia con la siguiente jerarquía:
- Átomo: El átomo es la unidad más pequeña de la materia.
- Molécula: Agrupación definida y ordenada de átomos.
- Macromolécula: Una macromolécula es la unión de una repetición de moléculas biológicas más simples que alcanzan pesos moleculares altos. Las 4 macromoléculas biológicas más importantes de las células animales son los carbohidratos, los lípidos, las proteínas y los ácidos nucleicos.
- Orgánulo: Una organela u orgánulo es una estructura subcelular que lleva a cabo uno o más trabajos específicos en la célula, al igual que un órgano lo hace en el cuerpo.
- Célula: Unidad mínima estructural y funcional de los organismos vivos.
- Tejido: Conjunto de células de la misma naturaleza que desempeñan una función en común.[15]
- Órgano: Grupo de diversos tejidos que forman una unidad funcional.[16]
- Aparatos: Sistema de órganos que desempeñan una función particular.[17]
- Organismo: Resultado de la organización y funcionamiento de los niveles anteriores.
- Especie: Grupo de seres semejantes entre sí.[18]
- Población: Conjunto de una especie en una área determinada.[19]
- Comunidad: Población que interactúa en una área determinada.
- Ecosistema: Comunidad que se desarrolla con los medios físicos de un ambiente.[20]
- Biosfera: Conjunto de los recursos donde se desarrolla vida.[21]

### Componentes químicos

#### Bioelementos
Son los elementos químicos esenciales para el desarrollo de una especie. Estos se clasifican en dos grupos: primarios y secundarios:
- Bioelementos primarios: Los constituyen el carbono, hidrógeno, oxígeno y nitrógeno, conjunto abreviado comúnmente como 'CHON'. Estos componen hasta el 95% de la masa total de las biomoléculas.
- Bioelementos secundarios: Los conforman el azufre, fósforo, magnesio, calcio, sodio, potasio y cloro. Estos componen hasta el 4.5% de la masa total de las biomoléculas.

#### Biomoléculas
También conocidas como sustancias orgánicas, son las moléculas que se hallan en todas las células, las cuales están constituidas por carbono, hidrógeno, oxígeno, nitrógeno, fósforo y azufre. Estas conforman sustancias esenciales para el desarrollo de las especies, entre ellas carbohidratos, lípidos, proteínas, ácidos nucleicos, vitaminas, entre otros.

#### Oligoelementos
Los oligoelementos son minerales que se encuentran en muy bajas dosis en los seres vivos debido a su potencial tóxico pero que son primordiales para el correcto funcionamiento de diferentes procesos vitales. Algunos oligoelementos esenciales son el potasio, el sodio, el calcio, el fósforo, el magnesio, el zinc y el hierro.

## Principios de la biología
A diferencia de la física, la biología no suele describir sistemas biológicos en términos de objetos que obedecen leyes inmutables descritas por la matemática. No obstante, se caracteriza por seguir algunos principios y conceptos de gran importancia, entre los que se incluyen: la universalidad, la evolución, la diversidad, la continuidad, la homeóstasis y las interacciones.

### Evolución: el principio central de la biología

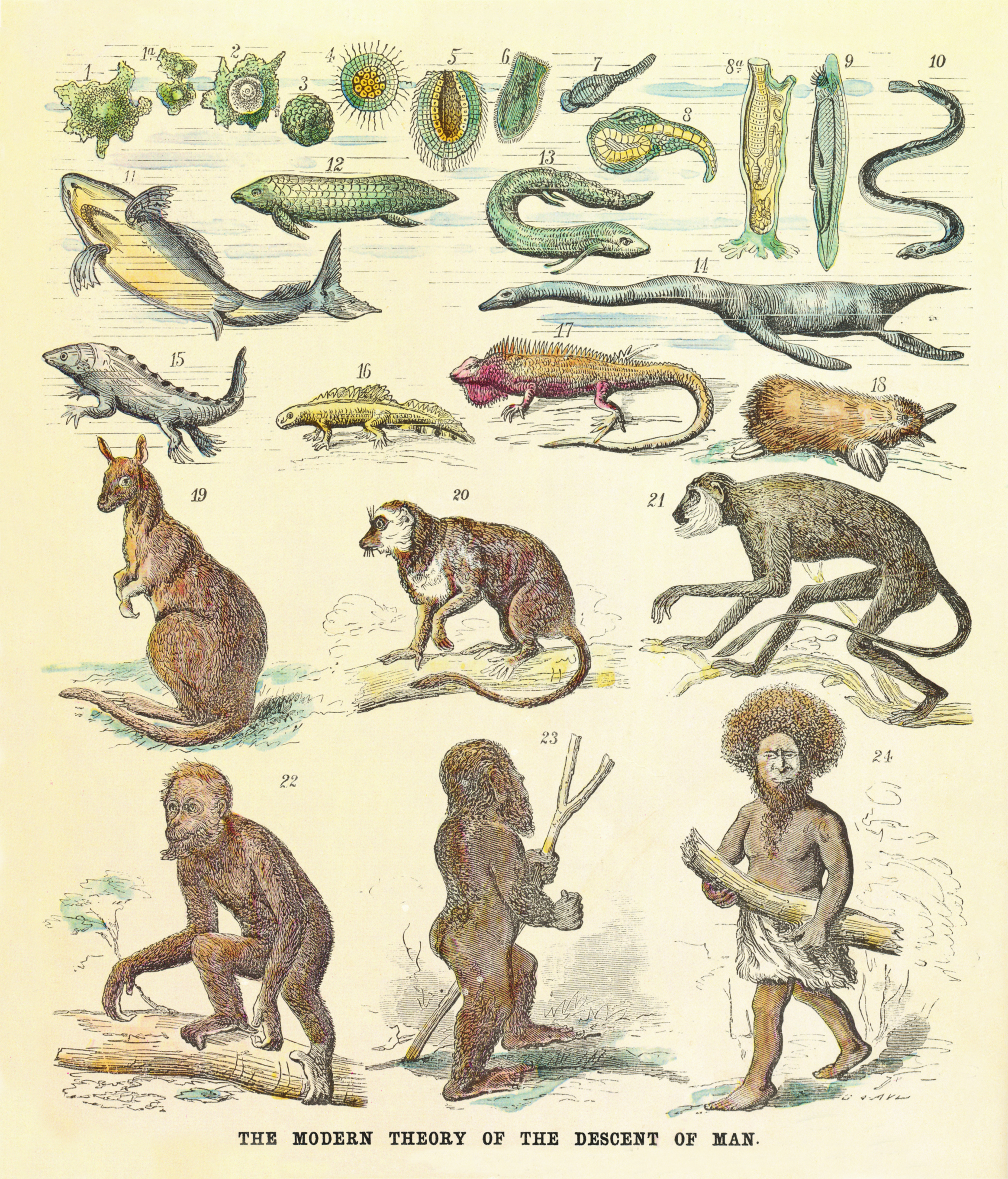
Ilustración que muestra la evolución del ser humano desde las primeras formas de vida.

Uno de los conceptos centrales de la biología es que toda vida desciende de un antepasado común que ha seguido el proceso de la evolución. De hecho, ésta es una de las razones por la que los organismos biológicos exhiben una semejanza tan llamativa en las unidades y procesos que se han discutido en la sección anterior. Charles Darwin conceptualizó y publicó la teoría de la evolución en la cual uno de los principios es la selección natural (a Alfred Russell Wallace se le suele reconocer como codescubridor de este concepto). Con la llamada síntesis moderna de la teoría evolutiva, la deriva genética fue aceptada como otro mecanismo fundamental implicado en el proceso.

### Universalidad: bioquímica, células y el código genético

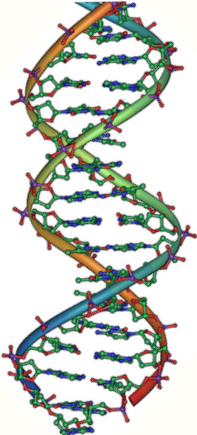
Representación esquemática de la molécula de ADN, la molécula portadora de la información genética.

Hay muchas constantes universales y procesos comunes que son fundamentales para conocer las formas de vida. Por ejemplo, todas las formas de vida están compuestas por células, que están basadas en una bioquímica común, que es la química de los seres vivos. Todos los organismos perpetúan sus caracteres hereditarios mediante el material genético, que está basado en el ácido nucleico ADN, que emplea un código genético universal. En la biología del desarrollo la característica de la universalidad también está presente: por ejemplo, el desarrollo temprano del embrión sigue unos pasos básicos que son muy similares en muchos organismos metazoo.

#### Cromosomas
Sabemos que el ADN, sustancia fundamental del material cromático difuso (así se observa en la célula de reposo), está organizado estructural y funcionalmente junto a ciertas proteínas y ciertos constituyentes en formas de estructuras abastonadas llamadas cromosomas. Las unidades de ADN son las responsables de las características estructurales y metabólicas de la célula y de la transmisión de estos caracteres de una célula a otra. Estas reciben el nombre de genes y están colocadas en un orden lineal a lo largo de los cromosomas.

#### Genes
El gen es la unidad básica de material hereditario, y físicamente está formado por un segmento del ADN del cromosoma. Atendiendo al aspecto que afecta a la herencia, esa unidad básica recibe también otros nombres, como: recón, cuando lo que se completa es la capacidad de recombinación (el recón será el segmento de ADN más pequeño con capacidad de recombinarse), y mutón, cuando se atiende a las mutaciones (y, así, el mutón será el segmento de ADN más pequeño con capacidad de mutarse).
En términos generales, un gen es un fragmento de ADN que codifica una proteína o un péptido.

#### Filogenia
Se llama filogenia al estudio de la historia evolutiva y las relaciones genealógicas de las estirpes. Las comparaciones de secuencias de ADN, ARN y de proteínas, facilitadas por el desarrollo técnico de la biología molecular y de la genómica, junto con el estudio comparativo de fósiles u otros restos paleontológicos, generan la información precisa para el análisis filogenético. El esfuerzo de los biólogos por abordar científicamente la comprensión y la clasificación de la diversidad de la vida ha dado lugar al desarrollo de diversas escuelas en competencia, como la fenética, que puede considerarse superada, o la cladística. No se discute que el desarrollo muy reciente de la capacidad de descifrar sobre bases sólidas la filogenia de las especies está catalizando una nueva fase de gran productividad en el desarrollo de la biología.

### Diversidad: variedad de organismos vivos

Árbol filogenético de los seres vivos basado en datos sobre su rARN. Los tres reinos principales de seres vivos aparecen claramente diferenciados: bacterias, archaea y eucariotas tal y como fueron descritos inicialmente por Carl Woese. Otros árboles basados en datos genéticos de otro tipo resultan similares pero pueden agrupar algunos organismos en ramas ligeramente diferentes, presumiblemente debido a la rápida evolución del rARN. La relación exacta entre los tres grupos principales de organismos permanece todavía como un importante tema de debate.

A pesar de la unidad subyacente, la vida exhibe una asombrosa diversidad en morfología, comportamiento y ciclos vitales. Para afrontar esta diversidad, los biólogos intentan clasificar todas las formas de vida. Esta clasificación científica refleja los árboles evolutivos (árboles filogenéticos) de los diferentes organismos. Dichas clasificaciones son competencia de las disciplinas de la sistemática y la taxonomía. La taxonomía sitúa a los organismos en grupos llamados taxones, mientras que la sistemática trata de encontrar sus relaciones.
| Haeckel (1866) Tres reinos | Chatton (1925) Dos reinos | Copeland (1938 y 1956) Cuatro reinos | Whittaker (1969) Cinco reinos | Woese (1977 y 1990) Tres dominios |
| -------------------------- | ------------------------- | ------------------------------------ | ----------------------------- | --------------------------------- |
| Animalia                   | Eukaryota                 | Animalia                             | Animalia                      | Eukarya                           |
| Plantae                    | Eukaryota                 | Plantae                              | Plantae                       | Eukarya                           |
| Plantae                    | Eukaryota                 | Protoctista                          | Fungi                         | Eukarya                           |
| Protista                   | Eukaryota                 | Protoctista                          | Protista                      | Eukarya                           |
| Protista                   | Prokaryota                | Monera                               | Monera                        | Archaea                           |
| Protista                   | Prokaryota                | Monera                               | Monera                        | Bacteria                          |

Sin embargo, actualmente el sistema de Whittaker, el de los cinco reinos se cree ya desfasado. Entre las ideas más modernas, generalmente se acepta el sistema de tres dominios:
- Archaea (originalmente Archaebacteria)
- Bacteria (originalmente Eubacteria)
- Eukaryota (originalmente Eukarya)

Estos ámbitos reflejan si las células poseen núcleo o no, así como las diferencias en el exterior de las células. Hay también una serie de «parásitos intracelulares» que, en términos de actividad metabólica son cada vez «menos vivos», por ello se los estudia por separado de los reinos de los seres vivos, estos serían los:
- Virus
- Viroides
- Priones

Hay un reciente descubrimiento de una nueva clase de virus, denominado los Nucleocytoviricota, ha causado que se proponga la existencia de un cuarto dominio debido a sus características particulares, en el que por ahora solo estaría incluido estos organismos, sin embargo esta propuesta se ve desafiada por la transferencia horizontal de genes entre estos virus y sus huéspedes.

### Continuidad: el antepasado común de la vida
Se dice que un grupo de organismos tiene un antepasado común si tiene un ancestro común. Todos los organismos existentes en la Tierra descienden de un ancestro común o, en su caso, de un fondo genético ancestral. Este último ancestro común universal, esto es, el ancestro común más reciente de todos los organismos que existen ahora. Se estima que apareció hace alrededor de 4250 millones de años (véase origen de la vida).
La noción de que «toda vida proviene de un huevo» (del latín Omne vivum ex ovum) es un concepto fundacional de la biología moderna, y viene a decir que siempre ha existido una continuidad de la vida desde su origen inicial hasta la actualidad. En el siglo XIX se pensaba que las formas de vida podían aparecer de forma espontánea bajo ciertas condiciones (véase abiogénesis). Los biólogos consideran que la universalidad del código genético es una prueba definitiva a favor de la teoría del descendiente común universal (DCU) de todas las bacterias, archaea y eucariotas.

### Homeostasis: adaptación al cambio

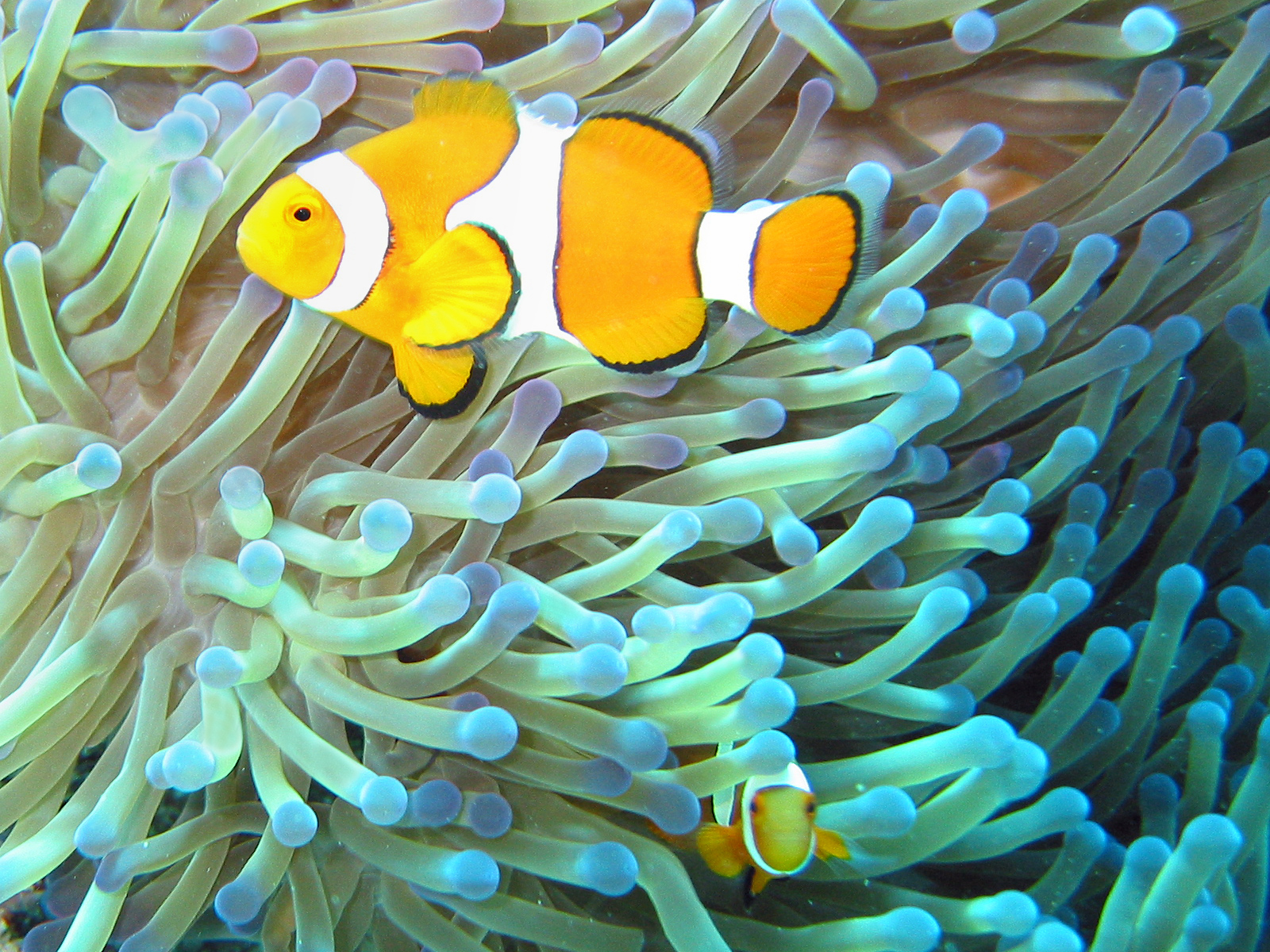
Simbiosis entre un pez payaso del género de los Amphipriones y las anémonas de mar. El pez protege a las anémonas de otros peces comedores de anémonas mientras que los tentáculos de las anémonas protegen al pez payaso de sus depredadores.

La homeostasis es la propiedad de un sistema abierto que regula su medio interno para mantener unas condiciones estables, mediante múltiples ajustes de equilibrio dinámico controlados por mecanismos de regulación interrelacionados. Todos los organismos vivos, sean unicelulares o pluricelulares tienen su propia homeostasis. Por ejemplo, la homeostasis se manifiesta celularmente cuando se mantiene una acidez interna estable (pH); a nivel de organismo, cuando los animales de sangre caliente mantienen una temperatura corporal interna constante; y a nivel de ecosistema, al consumir dióxido de carbono las plantas regulan la concentración de esta molécula en la atmósfera. Los tejidos y los órganos también pueden mantener su propia homeostasis.

### Interacciones: grupos y entornos
Todos los seres vivos interaccionan con otros organismos y con su entorno. Una de las razones por las que los sistemas biológicos pueden ser difíciles de estudiar es que hay demasiadas interacciones posibles. La respuesta de una bacteria microscópica a la concentración de azúcar en su medio (en su entorno) es tan compleja como la de un león buscando comida en la sabana africana. El comportamiento de una especie en particular puede ser cooperativo o agresivo; parasitario o simbiótico. Los estudios se vuelven mucho más complejos cuando dos o más especies diferentes interaccionan en un mismo ecosistema; el estudio de estas interacciones es competencia de la ecología.

## Alcance y disciplinas de la biología
La biología se ha convertido en una iniciativa investigadora tan vasta que generalmente no se estudia como una única disciplina, sino como un conjunto de subdisciplinas que sin embargo comparten los mismos fundamentos y principios biológicos básicos. Entre las más importantes se encuentran la biología molecular, bioquímica, microbiologia, genética, citología, histología, anatomía, fisiología, morfología, zoología, botánica, micología, taxonomía, paleobiología, biopsicología, etología, neurobiología, ecología, biología evolutiva, biología reproductiva, biología del desarrollo, biomedicina, biotecnología, bioingeniería, bioinformática, biofísica, criobiología, radiobiología, bioética, sociobiología, geobiología, astrobiología, etc, las cuales se pueden clasificar en cuatro amplios grupos.
- El primero consta de disciplinas que estudian las estructuras básicas de los sistemas vivos como células, genes, etc.;
- El segundo grupo considera la operación de estas estructuras a nivel de tejidos, órganos y cuerpos;
- Una tercera agrupación tiene en cuenta los organismos y sus historias evolutivas;
- El último conjunto de disciplinas está enfocado a las interacciones entre organismos.

Sin embargo, es importante señalar que estos límites, agrupaciones y descripciones son una descripción simplificada de la investigación biológica. En realidad los límites entre disciplinas son muy inseguros y, frecuentemente, muchas disciplinas se prestan técnicas las unas a las otras. Por ejemplo, la biología de la evolución se apoya en gran medida de técnicas de la biología molecular para determinar las secuencias de ADN que ayudan a comprender la variación genética de una población; y la fisiología toma préstamos abundantes de la biología celular para describir la función de sistemas orgánicos.
La biología es asimismo una de las principales ciencias del karst objeto de la espeleología, ocupándose de los organismos que viven en cavidades subterráneas.
Las clasificaciones de los seres vivos son muy numerosas. Se proponen desde la tradicional división en dos reinos establecida por Carlos Linneo en el siglo XVII, entre animales y plantas, hasta las actuales propuestas de sistemas cladísticos con tres dominios que comprenden más de 20 reinos.

### Estructura de la vida

Esquema de una típica célula animal con sus orgánulos y estructuras:
1. Nucléolo
2. Núcleo celular
3. Ribosoma
4. Vesículas de secreción
5. Retículo endoplasmático rugoso
6. Aparato de Golgi
7. Citoesqueleto
8. Retículo endoplasmático liso
9. Mitocondria
10. Vacuola (solo en vegetales)
11. Citoplasma
12. Lisosoma (solo en animales)
13. Centríolo

La biología molecular es el estudio de la biología a nivel molecular. El campo se solapa con otras áreas de la biología, en particular con la genética y la bioquímica. La biología molecular trata principalmente de comprender las interacciones entre varios sistemas de una célula, incluyendo la interrelación de la síntesis de proteínas de ADN y ARN y del aprendizaje de cómo se regulan estas interacciones.
La biología celular estudia las propiedades fisiológicas de las células, así como sus comportamientos, interacciones y entorno; esto se hace tanto a nivel microscópico como molecular. La biología celular investiga los organismos unicelulares como bacterias y células especializadas de organismos pluricelulares como los humanos.
La comprensión de la composición de las células y de cómo funcionan éstas es fundamental para todas las ciencias biológicas. La apreciación de las semejanzas y diferencias entre tipos de células es particularmente importante para los campos de la biología molecular y celular. Estas semejanzas y diferencias fundamentales permiten unificar los principios aprendidos del estudio de un tipo de célula, que se puede extrapolar y generalizar a otros tipos de células.
La genética es la ciencia de los genes, la herencia y la variación de los organismos. En la investigación moderna, la genética proporciona importantes herramientas de investigación de la función de un gen particular, esto es, el análisis de interacciones genéticas. Dentro de los organismos, generalmente la información genética se encuentra en los cromosomas, y está representada en la estructura química de moléculas de ADN particulares.
Los genes codifican la información necesaria para sintetizar proteínas, que a su vez, juegan un gran papel influyendo (aunque, en muchos casos, no lo determinan completamente) el fenotipo final del organismo.
La biología del desarrollo estudia el proceso por el que los organismos crecen y se desarrollan. Con origen en la embriología, la biología del desarrollo actual estudia el control genético del crecimiento celular, la diferenciación celular y la morfogénesis, que es el proceso por el que se llega a la formación de los tejidos, de los órganos y de la anatomía.
Los organismos modelo de la biología del desarrollo incluyen el gusano redondo Caenorhabditis elegans, la mosca de la fruta Drosophila melanogaster, el pez cebra Danio rerio, el ratón Mus musculus y la hierba Arabidopsis thaliana.

### Fisiología de los organismos
La fisiología estudia los procesos mecánicos, físicos y bioquímicos de los organismos vivos, e intenta comprender cómo funcionan todas las estructuras como una unidad. El funcionamiento de las estructuras es un problema capital en biología.
Tradicionalmente se han dividido los estudios fisiológicos en fisiología vegetal y animal; aunque los principios de la fisiología son universales, no importa qué organismo particular se está estudiando. Por ejemplo, lo que se aprende de la fisiología de una célula de levadura puede aplicarse también a células humanas.
El campo de la fisiología animal extiende las herramientas y los métodos de la fisiología humana a las especies animales no humanas. La fisiología vegetal también toma prestadas técnicas de los dos campos.
La anatomía es una parte importante de la fisiología y considera cómo funcionan e interaccionan los sistemas orgánicos de los animales como el sistema nervioso, el sistema inmunológico, el sistema endocrino, el sistema respiratorio y el sistema circulatorio. El estudio de estos sistemas se comparte con disciplinas orientadas a la medicina, como la neurología, la inmunología y otras semejantes. La anatomía comparada estudia los cambios morfofisiológicos que han ido experimentando las especies a lo largo de su historia evolutiva, valiéndose para ello de las homologías existentes en las especies actuales y el estudio de restos fósiles.
Por otra parte, más allá del nivel de organización organísmico, la ecofisiología estudia los procesos fisiológicos que tienen lugar en las interacciones entre organismos, a nivel de comunidades y ecosistemas, así como de las interrelaciones entre los sistemas vivos y los inertes (como por ejemplo el estudio de los ciclos biogeoquímicos o los intercambios biosfera-atmósfera).

### Diversidad y evolución de los organismos

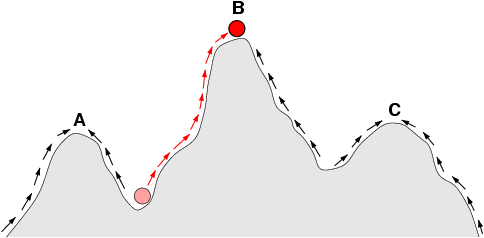
En el campo de la genética de poblaciones la evolución de una población de organismos puede representarse como un recorrido en un paisaje adaptativo. Las flechas indican el flujo de la población sobre el espacio de adaptación y los puntos A, B y C representarían máximos de adaptabilidad locales. La bola roja indica una población que evoluciona desde una baja adaptación hasta la cima de uno de los máximos de adaptación.

La biología de la evolución trata el origen y la descendencia de las especies, así como su cambio a lo largo del tiempo, esto es, su evolución. Es un campo global porque incluye científicos de diversas disciplinas tradicionalmente orientadas a la taxonomía. Por ejemplo, generalmente incluye científicos que tienen una formación especializada en organismos particulares, como la teriología, la ornitología o la herpetología, aunque usan estos organismos como sistemas para responder preguntas generales de la evolución. Esto también incluye a los paleontólogos que a partir de los fósiles responden preguntas acerca del modo y el tiempo de la evolución, así como teóricos de áreas tales como la genética de poblaciones y la teoría de la evolución. En los años 1990 la biología del desarrollo hizo una reentrada en la biología de la evolución desde su exclusión inicial de la síntesis moderna a través del estudio de la biología evolutiva del desarrollo. Algunos campos relacionados que a menudo se han considerado parte de la biología de la evolución son la filogenia, la sistemática y la taxonomía.
Las dos disciplinas tradicionales orientadas a la taxonomía más importantes son la botánica y la zoología. La botánica es el estudio científico de las plantas. La botánica cubre un amplio rango de disciplinas científicas que estudian el crecimiento, la reproducción, el metabolismo, el desarrollo, las enfermedades y la evolución de la vida de la planta.
La zoología es la disciplina que trata el estudio de los animales, incluyendo la fisiología, la anatomía y la embriología. La genética común y los mecanismos de desarrollo de los animales y las plantas se estudia en la biología molecular, la genética molecular y la biología del desarrollo. La ecología de los animales está cubierta con la ecología del comportamiento y otros campos.

#### Clasificación de la vida
El sistema de clasificación dominante se llama taxonomía de Linneo, e incluye rangos y nomenclatura binomial. El modo en que los organismos reciben su nombre está gobernado por acuerdos internacionales, como el Código Internacional de Nomenclatura Botánica (CINB), el Código Internacional de Nomenclatura Zoológica (CINZ) y el Código Internacional de Nomenclatura de Procariotas (ICNP). En 1997 se publicó un cuarto borrador del biocódigo (BioCode) en un intento de estandarizar la nomenclatura en las tres áreas, pero no parece haber sido adoptado formalmente. El Código Internacional de Clasificación y Nomenclatura de Virus (CICNV) permanece fuera del BioCode.

### Organismos en interacción

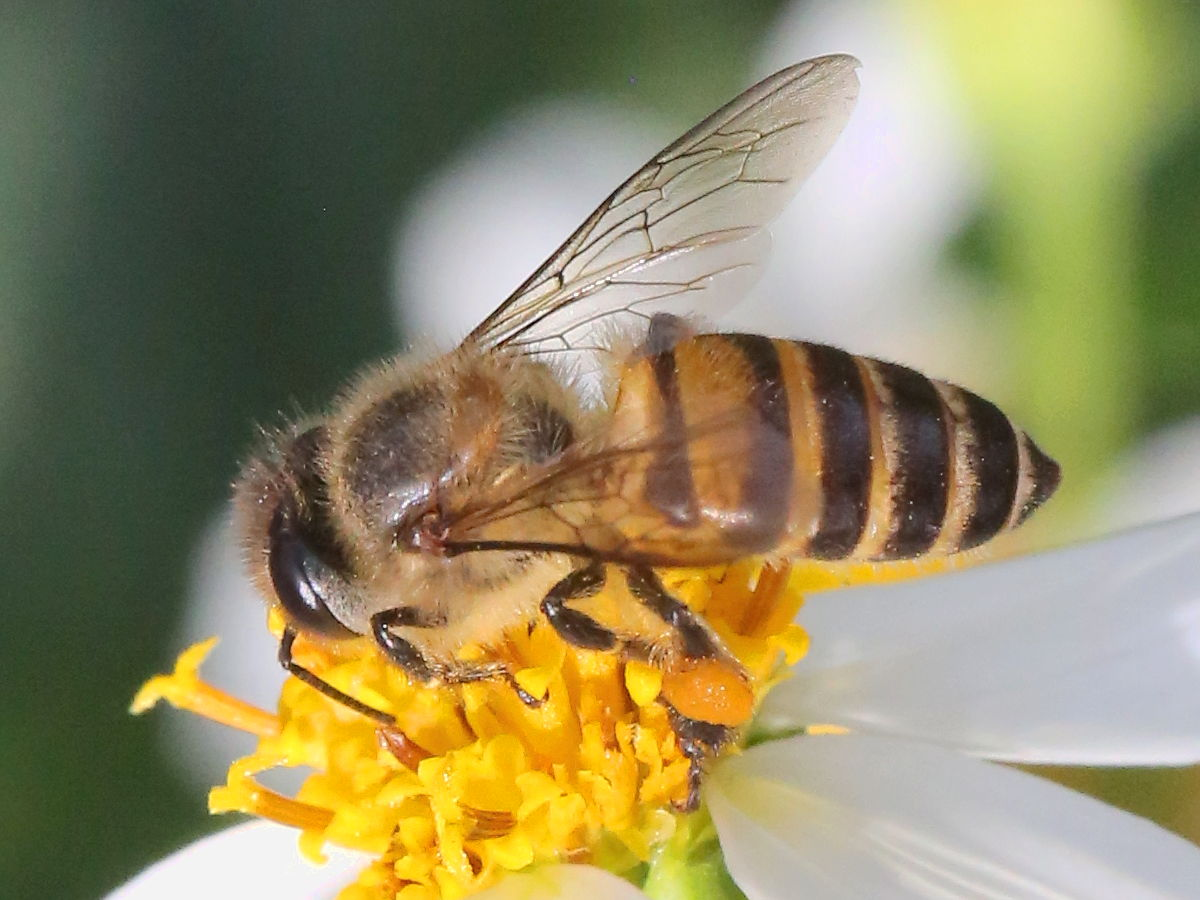
Una abeja melífera de la especie Apis cerana polinizando una flor de la familia Asteraceae.

La ecología estudia la distribución y la abundancia de organismos vivos y las interacciones de estos organismos con su entorno. El entorno de un organismo incluye tanto su hábitat, que se puede describir como la suma de factores abióticos locales como el clima y la geología, así como con los otros organismos con los que comparten ese hábitat. Las interacciones entre organismos pueden ser inter- o intraespecíficas, y estas relaciones se pueden clasificar según si para cada uno de los agentes en interacción resulta beneficiosa, perjudicial o neutra.
Uno de los pilares fundamentales de la ecología es estudiar el flujo de energía que se propaga a través de la red trófica, desde los productores primarios hasta los consumidores y detritívoros, perdiendo calidad dicha energía en el proceso al disiparse en forma de calor. El principal aporte de energía a los ecosistemas es la energía proveniente del sol, pero las plantas (en ecosistemas terrestres, o las algas en los acuáticos) tienen una eficiencia fotosintética limitada, al igual que los herbívoros y los carnívoros tienen una eficacia heterotrófica. Ésta es la razón por la que un ecosistema siempre podrá mantener un mayor número y cantidad de herbívoros que de carnívoros, y es por lo que se conoce a las redes tróficas también como «pirámides», y es por esto que los ecosistemas tienen una capacidad de carga limitada (y la misma razón por la que se necesita mucho más territorio para producir carne que vegetales).
Los sistemas ecológicos se estudian a diferentes niveles, desde individuales y poblacionales (aunque en cierto modo puede hablarse de una «ecología de los genes», infraorganísmica), hasta los ecosistemas completos y la biosfera, existiendo algunas hipótesis que postulan que esta última podría considerarse en cierto modo un «supraorganismo» con capacidad de homeostasis. La ecología es una ciencia multidisciplinar y hace uso de muchas otras ramas de la ciencia, al mismo tiempo que permite aplicar algunos de sus análisis a otras disciplinas: en teoría de la comunicación se habla de Ecología de la información, y en marketing se estudian los nichos de mercado. Existe incluso una rama del pensamiento económico que sostiene que la economía es un sistema abierto que debe ser considerado como parte integrante del sistema ecológico global.
La etología, por otra parte, estudia el comportamiento animal (en particular de animales sociales como los insectos sociales, los cánidos o los primates), y a veces se considera una rama de la zoología. Los etólogos se han ocupado, a la luz de los procesos evolutivos, del comportamiento y la comprensión del comportamiento según la teoría de la selección natural. En cierto sentido, el primer etólogo moderno fue Charles Darwin, cuyo libro La expresión de las emociones en los animales y hombres influyó a muchos etólogos posteriores al sugerir que ciertos rasgos del comportamiento podrían estar sujetos a la misma presión selectiva que otros rasgos meramente físicos.
El especialista en hormigas E. O. Wilson despertó una aguda polémica en tiempos más recientes con su libro de 1980 Sociobiología: La Nueva Síntesis, al pretender que la sociobiología debería ser una disciplina matriz, que partiendo de la metodología desarrollada por los etólogos, englobase tanto a la psicología como a la antropología o la sociología y en general a todas las ciencias sociales, ya que en su visión la naturaleza humana es esencialmente animal. Este enfoque ha sido criticado por autores como el genético R. C. Lewontin por exhibir un reduccionismo que en última instancia justifica y legitima las diferencias instituidas socialmente.
La etología moderna comprende disciplinas como la neuroetología, inspiradas en la cibernética y con aplicaciones industriales en el campo de la robótica y la neuropsiquiatría. También toma prestados muchos desarrollos de la teoría de juegos, especialmente en dinámicas evolutivas, y algunos de sus conceptos más populares son el de gen egoísta, creado por Richard Dawkins.